# دارا هوانگ
دارا هوانگ (متولد ح. 1983) یک معمار و طراح آمریکایی است. در سال ۲۰۱۳، او مؤسسه معماری و طراحی Design Haus Liberty را تأسیس کرد. او بنیانگذار Viva house است، که ویژگی‌های تجاری تجاری استفاده نشده را به فضاهای مشترک زندگی تبدیل می‌کند.

## حرفه
پدر هوانگ، پو تین هوانگ، دانشمند بازنشسته ناسا است که از تایوان به ایالات متحده مهاجرت کرده‌است. مادرش لیلی است. هوانگ در فلوریدا بزرگ شد. او در دانشگاه فلوریدا شرکت کرد و فارغ‌التحصیل لیسانس معماری شد. او یکی از اعضای گروه جذب آلفا دلتا پی بود. هوانگ سپس در دانشگاه هاروارد شرکت کرد و در آنجا کارشناسی ارشد معماری را به پایان رساند.
پس از فارغ‌التحصیلی، هوانگ در شرکت‌های معماری هرتزوگ د میورون در سوئیس و Foster + partners در لندن مشغول به کار شد. در این شرکت‌ها وی روی چندین پروژه بزرگ کار کرد، از جمله آسمان خراش Tribeca ۵۶ خیابان لئونارد در نیویورک، موزه تیت مدرن در لندن و فروشگاه‌های Manolo Blahnik در سراسر جهان.
هوانگ جوایز مختلفی از جمله جایزه Clifford Wong , The Fellowship Travel KPF , The Architects Young Award و مقام اول در نقد ملی طراحی AIAS را دریافت کرده‌است.

## طراحی Haus Liberty
در سال ۲۰۱۳، هوانگ دفتر معماری خود را با نام Design Haus Liberty در کلرکنول لندن افتتاح کرد. آثار آن در خانه سامرست لندن و دوسالانه معماری ونیز به نمایش گذاشته شده‌است.

## زندگی شخصی
هوانگ باادواردو مپلی موززی ازدواج کرده بود اما در سال ۲۰۱۸ آن ها از هم جدا شدند. 